# Bart Ramakers

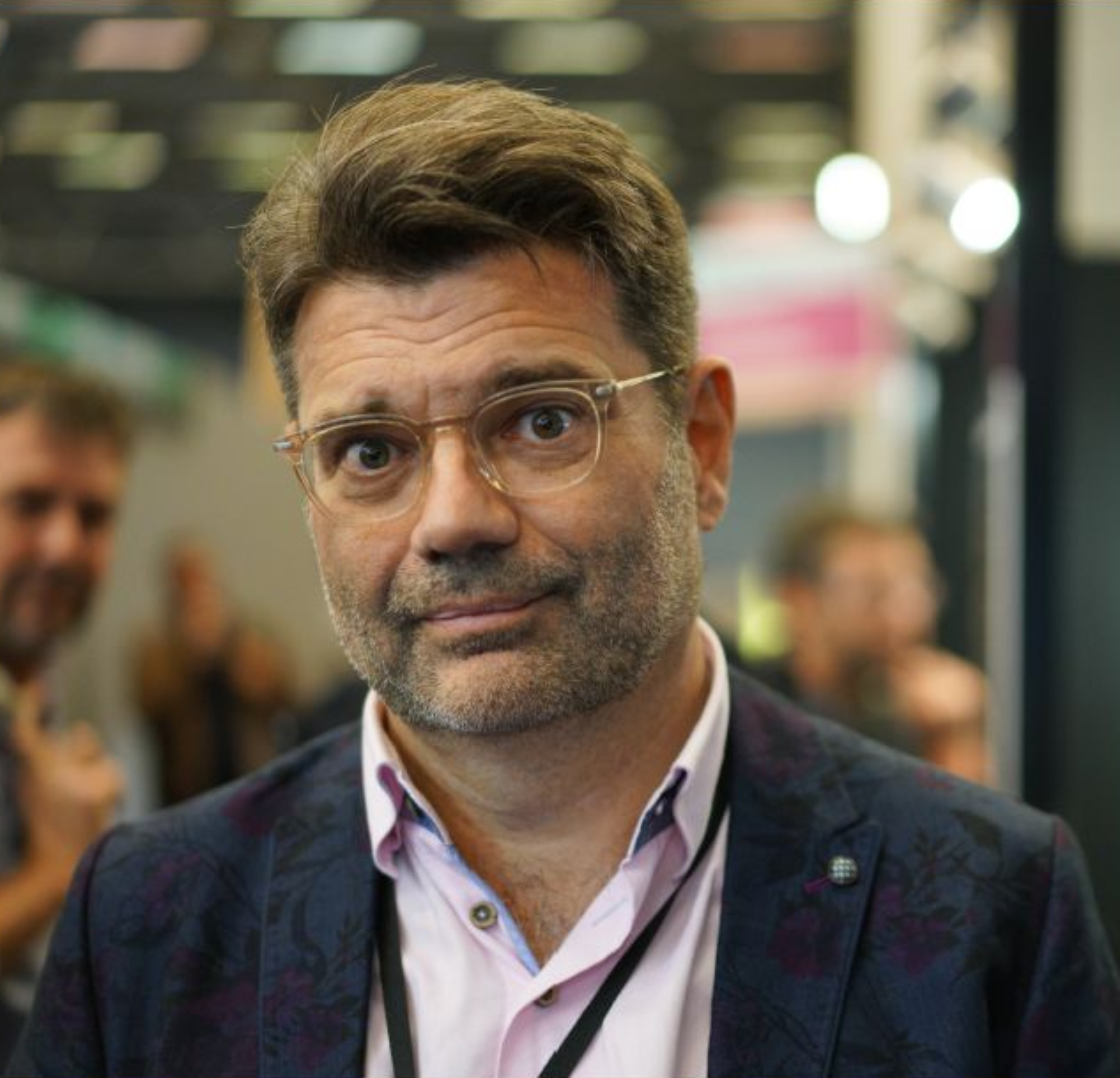
Bart Ramakers op het Salon de la Photo, Parijs 2017

Bart Ramakers (geboren 1963) is een Belgische kunstenaar en curator. Hij staat bekend voor zijn geënsceneerde foto's waarin hij een "mythologie voor een nieuwe wereld" creëert. Daarnaast bestaat zijn oeuvre ook uit videos en beelden.
Ramakers herwerkt klassieke mythologische en religieuze thema's in het licht van de actualiteit: gendergelijkheid, klimaatverandering en solidariteit, vaak met een knipoog naar de kunstgeschiedenis.

## Leven en werk
Ramakers werd geboren in 1963 in Eisden (thans Maasmechelen). Zijn vader, een kunstliefhebber, stimuleerde hem te tekenen en schilderen aan de academies van Maaseik en Maasmechelen. Vervolgens studeerde hij geschiedenis aan de Katholieke Universiteit Leuven. Gedurende zijn studies was hij actief als cartoonist, illustrator en graficus in verschillende studentenpublicaties zoals Veto en Film Take One. Na zijn studies werkte hij in de marketing- en communicatiesector tot hij in 2009 zijn artistieke carrière begon.

## Samenwerkingen
Bart Ramakers werkt regelmatig samen met andere kunstenaars, zoals Tom Herck, Panamarenko en William Sweetlove. Met Ben Stimulé maakte hij 'Autopia - Automats for a New World' (2018), een verzameling ambachtelijke machines die alle grote uitdagingen van de moderne samenleving aankunnen. Ramakers' foto 'Around the World in 80 Years' (2019) toont de 79-jarige conceptuele kunstenaar Panamarenko als Phileas Fogg uit de Jules Verne-roman 'Around the World in 80 Days', waarbij hij de weddenschap aangaat dat hij in 80 dagen de aardbol zal rondreizen. Op de foto is Panamarenko omringd door Vlaamse mediacoryfeeën die personages uit het verhaal spelen, namelijk tv-presentatoren Mark Uytterhoeven en Rob Vanoudenhoven, Humo hoofdredacteur Guy Mortier, collega-kunstenaar Bart Persoons, Noordkaap leadzanger Stijn Meuris en Panamarenko's vrouw Eveline. Het was toevallig het laatste project waaraan Panamarenko werkte; hij overleed twee dagen na de fotosessies. Met William Sweetlove maakte Ramakers 'Flora and the Water Warriors' (2019), waarbij waternimfen worden gebruikt om een statement te maken over milieuproblemen. Oorspronkelijk bestemd voor paviljoen de Notelaer in Hingene, reisde dit project later door naar Musée Matisse in Le Cateau-Cambrésis en de Citadel van Namen. Bart Ramakers werkte verder ook samen met Geert Stadeus en Herr Seele en schoot de foto op de cover van Guido Belcanto's muziekalbum 'In De Kronkels Van Mijn Geest' (2021). Zijn werk wordt met de regelmaat van de klok tentoongesteld in galerijen en musea en is opgenomen in een aantal permanente collecties.

## Selectie projecten
- Trinities, in de Sint-Michielskerk Leuven, 2011
- De Apotheose van Flora, voor het kasteel d'Ursel en de Notelaer in Hingene, 2013
- Strangers in the Night, 2014
- In het Kasteel van Blauwbaard, in Hof ter Linden, 2015
- A Divine Comedy, 2016
- The Anatomy of Beauty, 2017
- Automaten voor een nieuwe wereld, 2018
- Flora and the Water Warriors, met William Sweetlove, 2019
- The Bride Unveiled, 2021
- Sandwiched, 2022, in samenwerking met de Stad Oostende

## Selectie tentoonstellingen
- The Naked Truth, met Dany Tulkens, in de Markthallen Herk-de-Stad, 2014
- Contemporary Photography, met Frédéric Fontenoy, Parijs, 2014-2015
- Sweet 18, in het Kasteel d'Ursel, 2015
- Staging & Revelation, Lissabon, 2016.
- Autopia, in Wilford X Temse, 2018
- Weill ich ein Mädchen bin, Odapark Venray, 2018
- Flora and the Water Warriors met William Sweetlove in Musée Matisse, Le Cateau-Cambrésis, 2019
- Small History, K-Spaces Turijn, 2019
- Anastasia, met William Sweetlove and Roel Stels, Lier, 2020

Bart Ramakers cureerde groepstentoonstellingen zoals:
- Eén grote familie, met Caroline Bouchard, Kasteel van Alden Biesen, 2015.
- Triamant Gerkenberg Bree, 2021[12][13]

## Publicaties
Bart Ramakers publiceerde volgende boeken:
- Trouble in Paradise, 2016
- Revelations, 2018
- Flora and the Water Warriors, 2019
- The Bride Unveiled, 2021[14]